# 愛の灯〜STAND IN THE LIGHT
「愛の灯〜STAND IN THE LIGHT」（あいのともしび〜スタンド・イン・ザ・ライト）は、1996年2月10日に発売された山下達郎（クレジットは“Tats Yamashita & Melissa Manchester”名義）通算28作目のシングル。

## 解説
「愛の灯〜STAND IN THE LIGHT」はフジテレビ系ミュージック・キャンペーン・ソングとして制作された。山下はその経緯を「フジテレビのイメージソングの依頼で誰か外国人の女性とデュエットしてくれって来た企画です。同じレコード会社で考えてたんですが、メリサ・マンチェスターに逢ったこともあったんで、彼女にオファーして快諾いただいて、詞も書きたいというので曲先で渡して書いてもらったんです。彼女はニューヨークの人なんで目指すはアシュフォード&シンプソンで行きました。少しフィラデルフィア・テイストを入れてみたら喜んで書いてくれるかなと」と答えている。この曲はアルバム『COZY』収録に際しデータはそのまま細かい音源が差し替えられている。1985年から1994年まで使っていた自社スタジオ、スマイル・ガレージが湾岸の再開発で取り壊しになり、1996年に新たな自社スタジオ、プラネット・キングダムが出来るまでの約2年半、3つ4つのスタジオを転々としていた時期にレコーディングされた。そのためオーディオ的にもうひとつ満足できなかったものの、シングルということで仕方なく出したという。ただ、同期ものなので演奏データと音色データは残っているので、歌と生ギターと生ピアノを残して同期部分を全部プラネット・キングダムで録音し直し、歌に関してもスレーブに入っている切り替えから全部やり直した。歌の切り替えからコーラスのピンポンから全部やり直して、それで音の抜けがだいぶ改善されたという。

## 収録曲
1. 愛の灯〜STAND IN THE LIGHT ⁄ 山下達郎 & メリサ・マンチェスター  –  (5:00)[1]
  - 作詞 : メリサ・マンチェスター、作曲 · 編曲 : 山下達郎
  - ©1996 Fujipacific Music Inc. & Smile Publishers Inc.
  - フジテレビ系ミュージック・キャンペーン・ソング
2. こぬか雨 (LIVE VERSION) ⁄ 山下達郎  –  (3:53)[1]
  - 作詞 : 伊藤銀次 · 山下達郎、作曲 : 伊藤銀次
  - ©1976 Free Way Corp. & Tenderberry Music,Inc.
3. 愛の灯〜STAND IN THE LIGHT （オリジナル・カラオケ）  –  (5:00)[1]
4. 愛の灯〜STAND IN THE LIGHT （オリジナル・カラオケ〜DUET WITH TATS）  –  (5:00)[1]

## レコーディング

### こぬか雨 (LIVE VERSION)
| 山下達郎 Electric Guitar          |
| 島村英二 Drums                    |
| 伊藤広規 Bass                     |
| 佐橋佳幸 Electric Guitar          |
| 難波弘之 Keyboards                |
| 重実徹 Keyboards                  |
| 高尾 “Candee” N Background Vocal  |
| 佐々木久美 Background Vocal       |
| 楠瀬誠志郎 Background Vocal       |
|                                   |
| 佐藤康夫 Mixing Engineer          |
|                                   |
| 1994年5月2日 中野サンプラザホール |

## クレジット
- Produced & Arranged by Tatsuro Yamashita

## リリース日一覧
| 地域 | タイトル                                             | リリース日    | レーベル               | 規格           | 品番                 | 備考                                                                    |
| ---- | ---------------------------------------------------- | ------------- | ---------------------- | -------------- | -------------------- | ----------------------------------------------------------------------- |
| 日本 | 愛の灯〜STAND IN THE LIGHT / こぬか雨 (LIVE VERSION) | 1996年2月10日 | MOON / east west japan | 8cmCDシングル  | AMDM-6160            | “Tats Yamashita & Melissa Manchester”名義。4トラック収録                |
| 日本 | 愛の灯〜STAND IN THE LIGHT                           | 1995年        | MOON / ATLANTIC        | 12cmCDシングル | PRCD-90125 (MSCD-44) | メリサ・マンチェスターへのインタビューを含む5トラック収録したプロモ盤。 |

## 収録アルバム

### 愛の灯〜STAND IN THE LIGHT
| # | タイトル | リリース日     | レーベル                  | 規格 | 品番                          | 備考              |
| - | -------- | -------------- | ------------------------- | ---- | ----------------------------- | ----------------- |
| 1 | COZY     | 1998年8月26日  | MOON / WARNER MUSIC JAPAN | CD   | WPCV-7450                     | “'98 REMIX”を収録 |
| 1 | COZY     | 1998年10月25日 | MOON / WARNER MUSIC JAPAN | 2LP  | WPJV-7450~1【完全生産限定盤】 | “'98 REMIX”を収録 |

### こぬか雨 (LIVE VERSION)
| # | タイトル                       | リリース日    | レーベル                  | 規格 | 品番                       | 備考                                                                           |
| - | ------------------------------ | ------------- | ------------------------- | ---- | -------------------------- | ------------------------------------------------------------------------------ |
| 1 | Ray Of Hope                    | 2011年8月10日 | MOON / WARNER MUSIC JAPAN | 2CD  | WPCL-10964/5【初回限定盤】 | - 『Joy 1.5』 - 初回限定盤にセットのボーナスCDに収録                           |
| 2 | SONGS 50th Anniversary Edition | 2025年4月23日 | MOON / WARNER MUSIC JAPAN | 2CD  | WPCL-13642/3               | - 『TATSURO YAMASHITA SINGS SUGAR BABE LIVE』 - Disc-2にニュー・ミックスで収録 |

#### 書籍
1. ↑  「山下達郎インタビュー」（日本語）『pause』、新星堂、6-13頁、1999年9月。
2. ↑  「SPECIAL INTERVIEW 山下達郎 新作『コージー』を知るためのキーワード10」『サウンド&レコーディング・マガジン』第17巻第10号、株式会社リットーミュージック、1998年10月1日、32-37頁、T1104019100900。「KEYWORD 08 REMIX/RETAKE」

#### その他
1. 1 2 3 4 5  “山下達郎/愛の灯〜スタンド・イン・ザ・ライト” (日本語). TOWER RECORDS ONLINE.  タワーレコード株式会社. 2019年7月11日閲覧。